# Municipio de Norwich (condado de Franklin)
El municipio de Norwich (en inglés: Norwich Township) es un municipio ubicado en el condado de Franklin en el estado estadounidense de Ohio. En el año 2010 tenía una población de 31807 habitantes y una densidad poblacional de 856,82 personas por km².

## Geografía
El municipio de Norwich se encuentra ubicado en las coordenadas 40°2′2″N 83°8′34″O / 40.03389, -83.14278. Según la Oficina del Censo de los Estados Unidos, el municipio tiene una superficie total de 37.12 km², de la cual 36.68 km² corresponden a tierra firme y (1.18%) 0.44 km² es agua.

## Demografía
Según el censo de 2010, había 31807 personas residiendo en el municipio de Norwich. La densidad de población era de 856,82 hab./km². De los 31807 habitantes, el municipio de Norwich estaba compuesto por el 89.71% blancos, el 2.68% eran afroamericanos, el 0.15% eran amerindios, el 4.78% eran asiáticos, el 0.03% eran isleños del Pacífico, el 0.78% eran de otras razas y el 1.87% pertenecían a dos o más razas. Del total de la población el 2.25% eran hispanos o latinos de cualquier raza.